# Star Wars episodi VII: El despertar de la força
Star Wars episodi VII: El despertar de la força (títol original en anglès Star Wars Episode VII: The Force Awakens) és una pel·lícula estatunidenca de ciència-ficció dirigida i escrita per J.J. Abrams, que es va estrenar el 18 de desembre de 2015. És la setena pel·lícula de la saga Star Wars, tant en cronologia interna (transcorre trenta anys després dels esdeveniments d'El retorn del Jedi) com externa. És la primera pel·lícula de la tercera trilogia, i és també la primera pel·lícula de la saga en ser produïda després del retir de George Lucas, tot i treballar com a consultor. Està doblada i subtitulada al català.
El repartiment principal de la pel·lícula està compost pels actors: Daisy Ridley, Adam Driver, John Boyega, Domhnall Gleeson, Oscar Isaac, Andy Serkis i Max von Sydow, amb Mark Hamill, Harrison Ford, Carrie Fisher, Anthony Daniels, Peter Mayhew i Kenny Baker reprenent els papers que ja havien interpretat en els episodis anteriors.
Va ser anunciada el 30 d'octubre de 2012 després de la compra de Lucasfilm per part de Walt Disney Company. El rodatge s'ha realitzat en format 35mm en estudis i exteriors repartits entre el Regne Unit, Islàndia i Emirats Àrabs Units. Va començar a Abu Dhabi el 16 de maig de 2014 i va acabar al Regne Unit, en els estudis Pinewood el 3 de novembre del mateix any.
El 13 de febrer de 2016 la pel·lícula va arribar a ingressar més de 2.000 milions de dòlars, es va convertir d'aquesta manera en la tercera pel·lícula més taquillera de la història després de Titanic i Avatar. Les seves seqüeles Episodi VIII o Episodi IX s'estrenaran el 2017 i el 2019 respectivament.

## Argument
Aproximadament uns trenta anys després de la Batalla d'Endor, la galàxia no ha pogut acabar amb la tirania i l'opressió. L'Aliança Rebel s'ha transformat en la Resistència, braç militar de la Nova República, que combat el Primer Orde, un grup marcial nascut i influenciat per les restes de l'Imperi Galàctic.
En Poe Dameron, el millor pilot de la galàxia i de la Resistència, obté un fragment del mapa galàctic on es traça el camí per trobar en Luke, qui fa anys que està desaparegut. Immediatament, apareixen les forces del Primer Orde, liderades per en Kylo Ren i el capturen. No obstant això, aconsegueix donar el mapa al seu droide BB-8 perquè fugi amb ell.
En Poe és portat a un destructor imperial i torturat per en Ren, però aconsegueix escapar amb l'ajuda de FN-2187, posteriorment conegut com a Finn, un stormtrooper desertor que s'adona de la maldat del Primer Orde en la seva última incursió. Tots dos roben un TIE Fighter i aquest s'estavella a la superfície del planeta desèrtic Jakku. En Finn sembla ser-ne l'únic supervivent, atès que en Poe desapareix. Després d'hores de caminada, aconsegueix arribar a un llogarret on coneix la Rey, una jove drapaire amb alts coneixements en mecànica i tecnologia que ha trobat el BB-8.
Tots dos es veuen obligats a fugir del planeta en una nau abandonada, el Falcó Mil·lenari, en ser atacats per una nova incursió del Primer Orde. Un cop han fugit a l'espai i creuen que estan salvats, són interceptats per una nau de càrrega. En ella hi ha en Chewbacca i en Han Solo, els quals feia anys que buscaven la nau per recuperar-la. Explicada la situació, tots quatre es posen en direcció al planeta Takodana, on es troba la pirata intergalàctica Maz Kanata, qui pot ajudar el BB-8 a trobar la Resistència.
El Primer Orde, que continua perseguint els protagonistes per aconseguir el mapa, fa una nova incursió al planeta i capturen la Rey, que ja ha vist el mapa i, per tant, el poden obtenir mentalment a través de la Força. D'altra banda: en Finn, en Solo i en Chewbacca aconsegueixen contactar amb la Resistència i tracen un pla per abordar la base enemiga i rescatar la Rey.
Després de destruir la base principal del Primer Orde, l'R2D2, que havia estat inactiu durant anys es reactiva mostrant la part del mapa que faltava per trobar en Luke. Ajuntant els dos fragments del mapa, troben el punt exacte on es troba i hi van, on li tornen la seva espasa làser.

## Repartiment
- Harrison Ford com a Han Solo:[29] Ford va dir sobre Han: "No aspiro a reemplaçar Obi-Wan, d'igual forma tampoc aspiro a ser un nou Alec Guinness. El seu desenvolupament és consistent amb el seu caràcter, i hi ha elements emocionals que han ocasionat el seu creixement... No obstant això, hi ha un munt de trets que el caracteritzen, hi ha coses que no canvien."[30]
- Mark Hamill com a Luke Skywalker:[29] Sobre Luke, Han i Leia, Abrams digué: "Estem davant de l'antiga i tan mítica història del rei Artús. Són personatges que des de la perspectiva dels nous personatges, pot ser que creguin en ells o pot ser que no. Són personatges que poden haver existit o que simplement fossin d'un conte de fades.[31]
- Carrie Fisher com a general Leia Organa:[32] En aquesta entrega és coneguda com a general Organa, en comptes de princesa Leia, i es mostra com encara té coneixements de La Força.[33] Després dels esdeveniments d'El retorn del Jedi, es va descriure el seu personatge com "una mica més bregada en la batalla, afligida sentimentalment."[34] Fisher va descriure a Leia com a "solitària. Sota molta pressió. Compromesa com sempre amb la causa però ja està cansada i afligida. Abrams va dir: "Els riscos són molt grans en la seva vida, per tant no hi ha temps per fer moltes bromes per part seva."[35]
- Adam Driver com a Kylo Ren:[29] Cavaller fosc amb un gran poder de La Força, membre original dels Cavallers de Ren i comandant del Primer Orde.[36][37] Driver digué que l'equip "no pensa en ell com si fos el dolent. Alguna cosa que era més que tres dimensions. És perillós i impredictible, i moralment justificat amb el que es pensa que és correcte."[38]
- Daisy Ridley com a Rey:[29][39] Una buscadora de ferralla al planeta desèrtic Jakku, que descobreix que La Força és molt forta dins seu.[40] Ridley digué: És completament autosuficient, i tot ho fa tota sola, fins que coneix en Finn i comença l'aventura.[40]
- John Boyega com a Finn:[29][39] Un stormtrooper desertor del Primer Orde.[40][41] Boyega va dir que es va assabentar que havia aconseguit el paper mentre esmorzava a Mayfair, quan Abrams li va dir: "tu seràs la nova estrella d'Star Wars."[42] Boyega va dir: "Quan trobem en Finn, està en un gran perill. La forma amb la qual reacciona a aquest perill canvia la seva vida, i entra dins l'univers d'Star Wars d'una manera molt singular.[40] En una altra entrevista va dir: En Finn ha estat educat sobre en Luke. Per ell, quan es va unir a l'exèrcit, era un dels grans enemics."[31]
- Oscar Isaac com a Poe Dameron:[29][39] Pilot de X-wing de la resistència.[40][43] Segons Isaac: "és el millor pilot boig de la galàxia... Comença que és en una missió enviada per certa princesa i acaba trobant-se amb en Finn, els seus destins estan lligats per a sempre."[40]
- Lupita Nyong'o com a Maz Kanata:[44] Una pirata.[43] Nyong'o diu que Kanata "ha viscut més de mil anys, i ha tingut aquest antre durant més de cent anys, i és com qualsevol altre bar de qualsevol racó de l'Univers d'Star Wars.[45]
- Andy Serkis com a Líder Suprem Snoke:[29] Mestre de Kylo Ren[46] i poderosa figura del costat fosc.[47] Serkis descriu Snoke com "una figura enigmàtica, i estranyament vulnerable, al mateix temps que poderosa... És gran, aparenta ser alt. Només s'ha dissenyat la seva cara. Té una estructura òssia i facial molt particular."[48]
- Domhnall Gleeson com a General Hux:[29] Líder del Primer Orde.[49] Gleeson descriu el personatge com "una persona bastant cruel. Una disciplina forta seria quedar-se curt... Té moltes discrepàncies amb Kylo Ren. Tenen la seva pròpia relació individual i inusual. Cada un té la seva força de diferents maneres. Competeixen pel poder."[50]
- Anthony Daniels com a C-3PO:[29] Daniels va dir que als actors se'ls va permetre experimentar amb els seus personatges, i que Abrams "va crear un camp on se'm va donar el meu temps i fer suggeriments."[51]
- Peter Mayhew com a Chewbacca[29]
- Max von Sydow com a Lor San Tekka[29][52]

Tim Rose i Mike Quinn van repetir els seus papers com a Ackbar i Nien Nunb respectivament. Quinn va treballar en el paper de Nien Nunb abans que Richard Bonehill morís, amb Kipsang Rotich donant veu al personatge. Kenny Baker va ajudar com a consultor per a l'R2-D2. Gwendoline Christie fa de capitana Phasma, oficial del Primer Orde. Dave Chapman i Brian Herring van assistir com a titellaires per al BB-8, i amb Bill Hader i Ben Schwartz acreditats com a consultors vocals. Ken Leung és Statura, almirall de la Resistència. Simon Pegg és Unkar Plutt, un distribuïdor de ferralla a Jakku. Greg Grunberg és Snap Wexley, pilot d'un X-wing. Kiran Shah és Teedo, un drapaire de Jakku que vol desmontar el BB-8. Jessica Henwick és Jessika "Jess Testor" Pava, una pilot de X-wing. Yayan Ruhian, Iko Uwais i Cecep Arif Rahman són Tasu Leech, Razoo Qin-Fee i Crokind Shand respectivament, membres del Kanjiklub Gang, una organització criminal. Warwick Davis és Wollivan, un client de la taverna Maz Kanata. Thomas Sangster és Thanisson, un suboficial del Primer Orde. Billie Lourd és Connix, una tinent de la Resistència. Ewan McGregor dona veu a un cameo d'Obi-Wan Kenobi.
Daniel Craig, Michael Giacchino i Nigel Godrich fan cameos com a stormtroopers. L'assistent d'Abrams, Morgan Dameron, surt com a oficial de la Resistència, mentre que el seu pare, Gary Abrams, és el capità Cypress. Més a més, Emun Elliott, Crystal Clarke, Mark Stanley, Pip Andersen, Christina Chong, Miltos Yerolemou, Maisie Richardson-Sellers, Amybeth Hargreaves, Leanne Best, Harriet Walter, Judah Friedlander i Kevin Smith van fer càstings per papers secundaris. Abrams fa un cameo donant la seva veu. Altres actors de veu de Star Wars: The Clone Wars i Star Wars Rebels com són: Dee Bradley Baker, Matt Lanter, Tom Kane, Meredith Salenger i Dave Filoni apareixen al llarg de la pel·lícula.
L'encarregat de dirigir el doblatge en català va ser Quim Roca, mentre que la traducció va quedar a càrrec de Lluís Comes.

## Producció

### Desenvolupament
George Lucas, el creador de la saga La guerra de les galàxies, en diverses ocasions va donar idees per a una trilogia seqüela, però sempre s'havia negat a fer-la. A l'octubre de 2012 va vendre la seva companyia productora, Lucasfilm, i amb ella la franquícia de La guerra de les galàxies a Disney. Parlant sobre la nova presidenta de Lucasfilm, Kathleen Kennedy, Lucas digué: "Jo sempre he dit que no faria res més, i això és veritat, perquè no faré res més. Però això no vol dir que no estigui disposat a passar-li el testimoni a la Kathy."
Com a consultor creatiu per a la pel·lícula, Lucas va assistir a diferents entrevistes per donar detalls sobre l'univers expandit. Entre el material que va lliurar hi havia els seus escrits per als episodis VII i IX; tot i que més tard va anunciar que Disney havia descartat les seves idees i que aquí es va acabar la seva participació en el film. El fill de Lucas, Jett, explicà a The Guardian que al seu pare el va afectar molt haver venut els drets de la franquícia, tot i tenir una bona sintonia amb Abrams a l'hora de dirigir i poder-lo guiar, ell vol "deixar-ho anar i convertir-lo en una nova generació". El novembre de 2015, Lucas digué a Disney que "ja no tenia prou entusiasme" per involucrar-s'hi novament i va admetre que: "Si continuo aquí, només causaré problemes, ja que no van fer el que jo volia fer i ja no tornaré a tenir aquest control mai més. Tot el que faria seria contraproduent."
El primer guió d'El despertar de la força va ser escrit per Michael Arndt. David Fincher i Brad Bird van ser proposats com a directors, tot i que Bird ja estava compromès amb Tomorrowland. Guillermo del Toro també va ser considerat, però estava massa ocupat amb els seus propis projectes. El gener de 2013, J. J. Abrams va ser anunciat com a director de la pel·lícula, juntament amb Lawrence Kasdan i Simon Kinberg com a consultors del projecte. La producció va anunciar que Arndt deixava el projecte el 24 d'octubre de 2013 per dipositar-lo a les mans de Kasdan i Abrams. Fet que li causà certes preocupacions a Abrams durant un temps. Segons Abrams, la clau per a l'èxit estava a tornar a l'origen de la primera pel·lícula i basar-se molt més en les emocions que en les explicacions. El gener de 2014, Abrams anuncià que el guió estava complet. A l'abril d'aquell mateix any, Lucasfilms va aclarir que tant aquesta pel·lícula com l'episodi IX no contindrien les històries de l'univers expandit, tot i que hi podrien aparèixer certs elements com en la sèrie Star Wars Rebels.

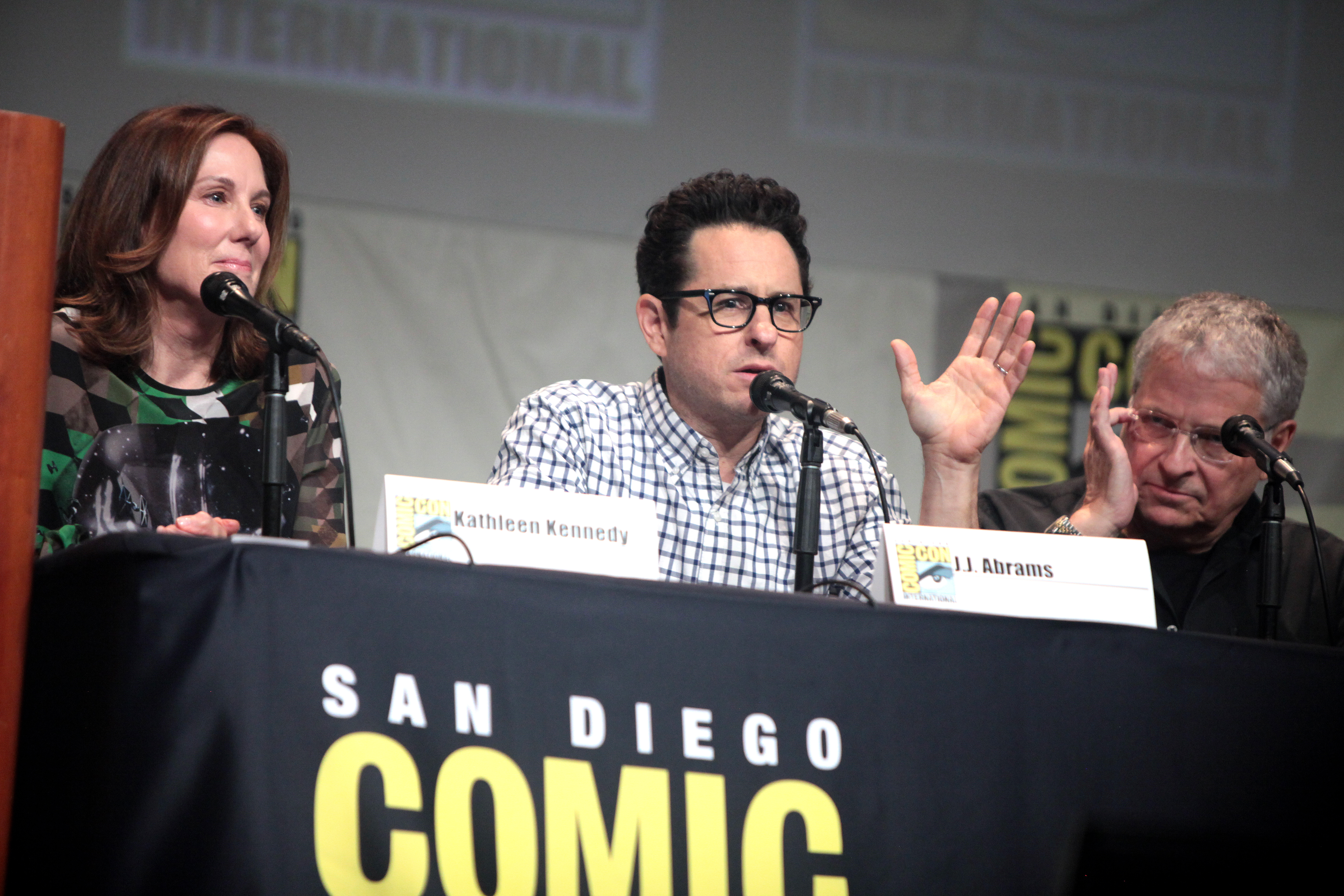
(Esquerra a dreta) La productora Kathleen Kennedy, l'escriptor i director J. J. Abrams i l'escriptor Lawrence Kasdan parlant en la San Diego Comic-Con International de 2015.

### Preproducció
El maig de 2013 es va confirmar que l'episodi VIII es rodaria al Regne Unit. Els representants de Lucasfilm es van reunir amb el ministre d'hisenda George Osborne per arribar a un acord amb la producció d'El despertar de la força. A principis de setembre de 2013, Bad Robot va cedir part de les seves instal·lacions per al rodatge de la pel·lícula en benefici de reduir les escenes rodades als Estats Units.
Michael Kaplan va ser escollida com a dissenyadora de vestuari, que ja havia treballat amb Abrams en les pel·lícules de Star Trek. També es van contractar a Mary Jo Markey i Maryann Brandon com a editores de la pel·lícula. L'agost de 2013, es va anunciar que Daniel Mindel va ser escollit com a director de fotografia la qual es rodaria en 35 mm (concretament en Kodak 5219). A l'octubre de 2013, es van confirmar altres membres de l'equip, incloent-hi el dissenyador de so Ben Burtt, el director de fotografia Daniel Mindel, els dissenyadors de producció Rick Carter i Darren Gilford, el supervisor d'efectes especials Chris Corbould, el mesclador de re-gravació de Gary Rydstrom, el supervisor d'edició de so Matthew Wood, el supervisor d'efectes visuals Roger Guyett, i els productors executius Tommy Harper i Jason McGatlin.

### Càsting

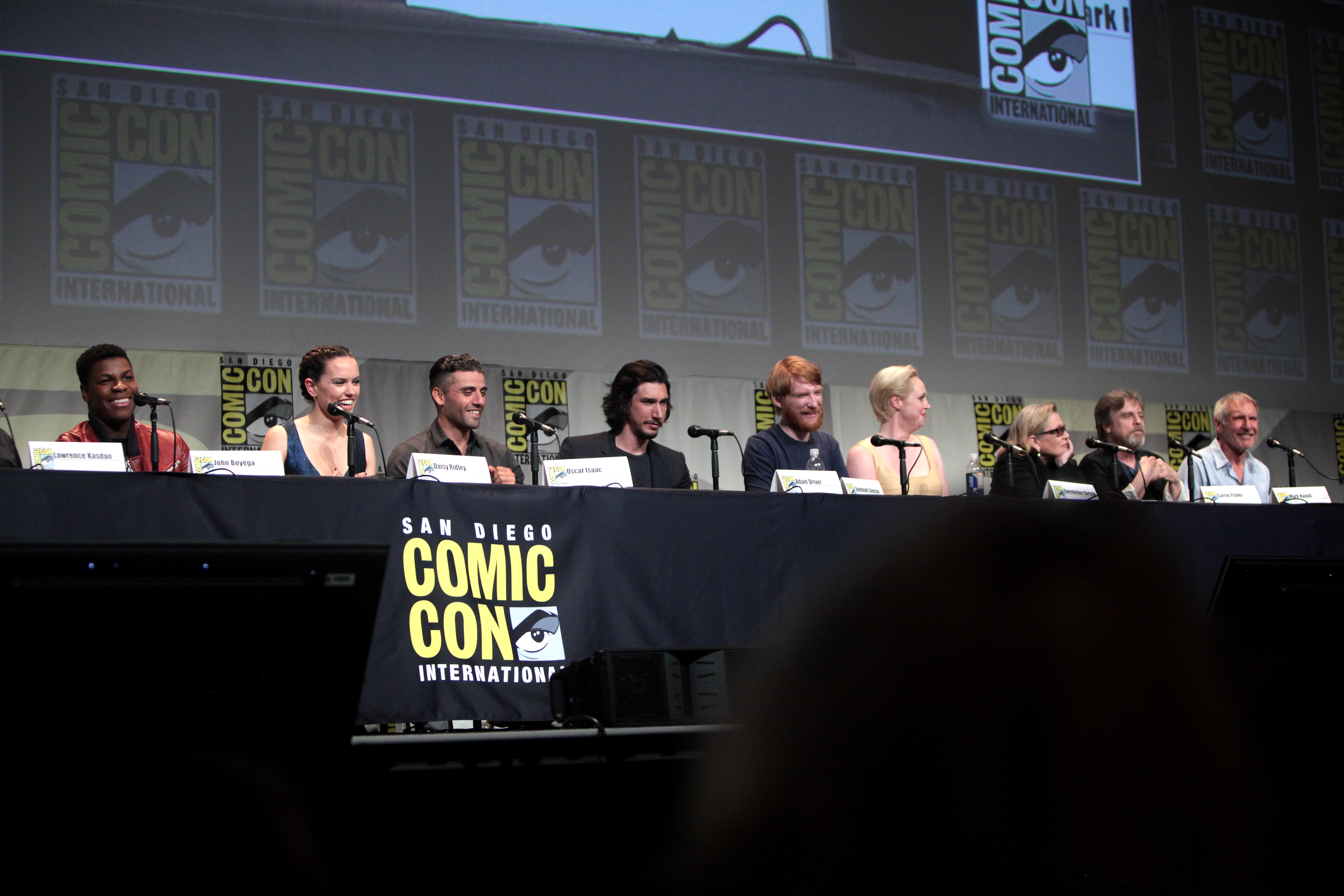
El repartiment de Star Wars: El despertar de la força a la Comic Con de San Diego de 2015 (D'esquerra a dreta: John Boyega, Daisy Ridley, Oscar Isaac, Adam Driver, Domhnall Gleeson, Gwendoline Christie, Carrie Fisher, Mark Hamill i Harrison Ford).

El càsting va començar l'agost de 2013 amb Abrams amb diferents actors per a lectures de guió i proves de pantalla. Les audicions van tenir lloc al Regne Unit, Irlanda i als Estats Units el novembre del 2013 pels papers de la Rachel i en Thomas. Arran d'un canvi de guió per part de Kasdan i Abrams es va tornar a fer una nova roda de càstings.
Tot i que Lucas ja va donar a entendre el març de 2014 que els actors de la primera saga Carrie Fisher, Harrison Ford i Mark Hamill tornarien en aquesta nova pel·lícula, no va ser fins pràcticament un any més tard que la productora ho va confirmar. Saoirse Ronan, Michael B. Jordan, i Lupita Nyong'o van fer audicions per a nous personatges; la productora va considerar el fet que Jesse Plemons fos un possible fill de Luke Skywalker; Adam Driver per un dolent que no tenia ni nom; i Maisie Richardson-Sellers per un personatge sense definir. El març del 2014, l'actor Dominic Monaghan va dir que Abrams buscava tres actors desconeguts per protagonitzar la pel·lícula, i que els rumors sobre fitxar grans estrelles eren falsos.
Daisy Ridley va ser escollida per la pel·lícula el febrer de 2014, i gràcies a un acord aconseguit pel seu representant va poder compaginar aquesta feina amb la gravació de la sèrie Girls. Denis Lawson, qui va interpretar a Wedge Antilles en la trilogia original, va dir que no volia tornar a interpretar el seu personatge perquè se n'havia cansat.
Per preparar el seu paper, Hamill es va deixar créixer la barba i va contractar un entrenador personal i un nutricionista a petició dels productors, els quals volien que fos un Luke envellit. Fisher, qui també va contractar un entrenador personal i un nutricionista es va preparar el seu paper. L'equip de producció va fer construir un nou C-3PO per encabir a en Daniels. El maig del 2014, la mare de la Fisher, Debbie Reynolds, va dir que la seva filla havia arribat a perdre fins a 18 quilos per fer el paper.
El maig, Abrams va anunciar un concurs de donacions per a UNICEF des del set d'Star Wars d'Abu Dhabi. Al guanyador se li va permetre visitar els platós, conèixer els actors i sortir a la pel·lícula.
A l'octubre de 2014, Warwick Davis, qui va interpretar a Wald i Wealze a L'amenaça fantasma i l'ewok Wicket a El retorn del Jedi va anunciar que tornaria a aparèixer en aquesta nova entrega, tot i que no va especificar el paper. El novembre de 2014, Reynolds va confirmar que la filla de la Fisher, Billie Lourd, apareixeria a la pel·lícula.

### Rodatge
El febrer del 2014, Abrams va dir que el rodatge començaria el maig i duraria tres mesos. L'anunci oficial va ser el 18 de març, quan Disney i Lucasfilm van anunciar que el rodatge començaria el maig als estudis Pinewood a Buckinghamshire, Anglaterra. Aquell mateix mes es va revelar que la preproducció s'estava rodant a Islàndia, abans no comences el rodatge oficial. Consistia en gravacions de paisatges per ser usats de fons. El 2 d'abril, Walt Disney Studios presidit per Alan Horn va confirmar que el rodatge havia començat, i ho estava fent a Sbu Dhabi. Al cap d'un mes, es va revelar que, a part del format 35 mm, també s'estava gravant en format 70 mm IMAX. El 8 de juliol, Bad Robot va tuitar que la pel·lícula estava sent en part rodada amb càmeres IMAX. A principis de maig de 2014, l'estudi va publicar una selfie de l'Iger amb Chewbacca. Iger explicà que la foto s'havia pres durant la seva visita als estudis Pinewood dues setmanes abans de començar amb el rodatge.
El rodatge principal va començar a Abu Dhabi el 16 de maig de 2014. No obstant això, gran part de l'equip es va posar a treballar a Abu Dhabi a principis de maig. Es necessitava construir gran part del set, incloent-hi: naus especials, una gran torre, un mercat i explosius per crear un gran cràter. Els membres de l'elenc se'ls va veure practicant la conducció dels vehicles que havien d'usar durant el rodatge. La producció es va traslladar als estudis Pinewood al juny.
El 12 de juny, Harrison Ford es va trencar la cama durant el rodatge a Pinewood després que li caigues una porta hidràulica, va ser portat a l'hospital. La producció es va aturar durant dues setmanes fins que es va recuperar. El seu fill, Ben Ford explicà que el turmell del seu pare possiblement necessitaria una placa i caragols. Fet que podria endarrerir el rodatge, l'equip l'havia de gravat de cintura cap amunt. Jake Steinfeld, l'entrenador personal de Ford, va dir el juliol que en Ford s'estava recuperant ràpidament. Abrams també es va lesionar (l'esquena) quan va intentar d'aixecar la porta que va accidentar a en Ford. No obstant això, ho va mantenir en secret i no li ho va dir a ningú fins al cap d'un mes.
El 29 de juliol de 2014 el rodatge es va dur a terme durant tres dies a l'illa Skellig Michael, davant la costa del comtat de Kerry a Irlanda amb un elenc que incloïa Mark Hamill i Daisy Ridley. La producció es va aturar durant dues setmanes a principis d'agost de 2014, en les quals Abrams va haver de reelaborar l'ordre del rodatge fent primer les escenes sense en Ford per després rodar totes les seves d'una tacada. El setembre de 2014, la base militar de RAF Greenham Common a Berkshire, prop dels estudis Pinewood, va ser usada per rodar un hangar on es construeixen diverses naus espacials. El rodatge principal va acabar el 3 de novembre.

### Postproducció

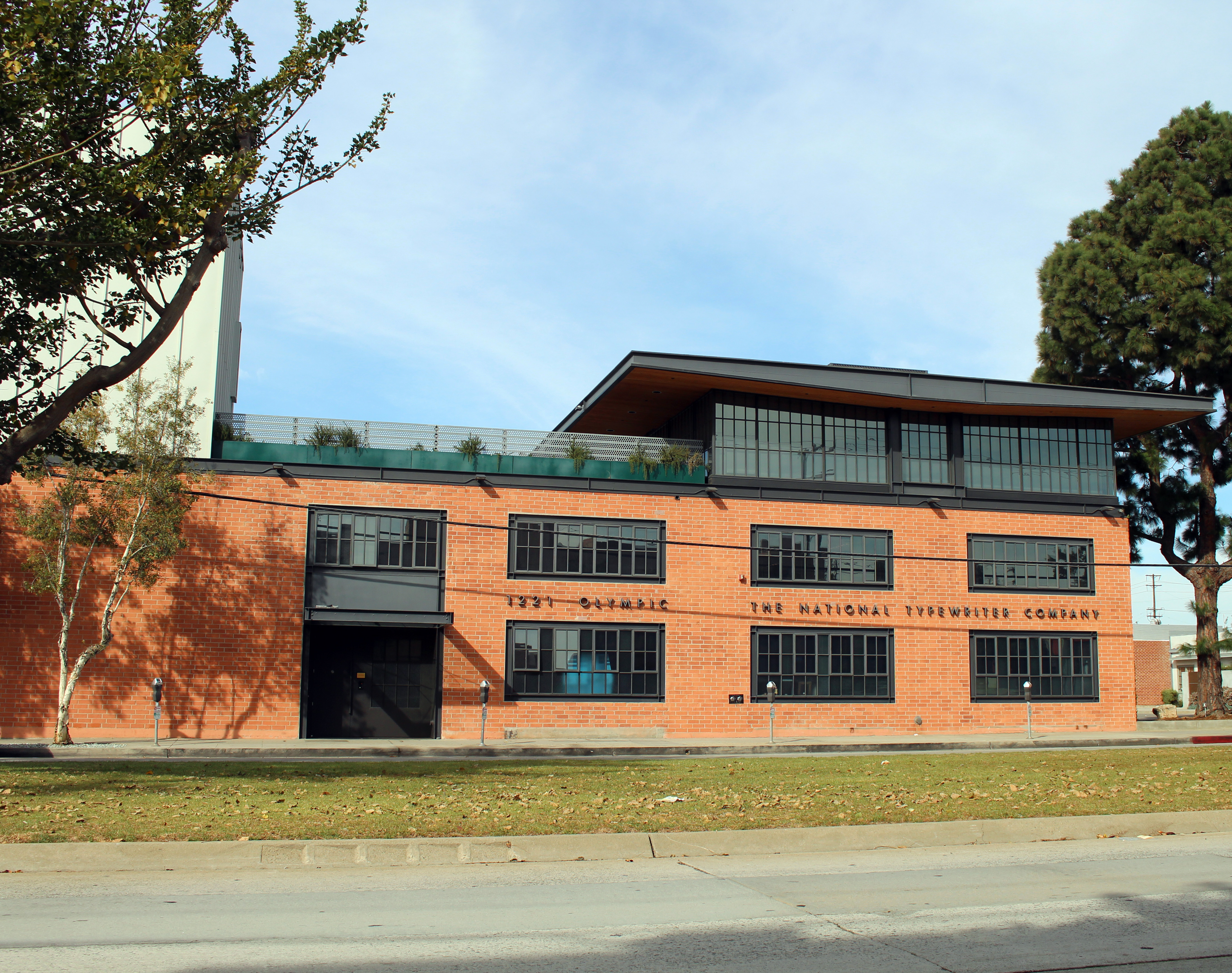
Seu de Bad Robot Productions, on Abrams va supervisar la producció de la pel·lícula.

El cinematògraf Daniel Mindel explicà que per El despertar de la força utilitzaria molt més les maquetes amb fons reals que no pas les imatges generades per ordinador, d'aquesta manera l'estètica és més similar a la de la trilogia preqüela. Rian Johnson, director de l'Episodi VIII, li va reiterar a Abrams que farà servir poc les imatges generades per ordinador, que es basarà en les efectes especials tradicionals, basant-se que: "Crec que la gent li està retornant als efectes pràctics. Sembla que hi ha un tipus de gravetat que ens arrossega com a ella. Crec que cada vegada més persones estan arribant una mena de massa crítica pel que fa a les escenes d'acció generades per ordinador, que es presta a un tipus molt concret d'escena d'acció, on la física surt per la finestra i es fa enorme massa ràpid. La intenció d'Abrams en prioritzar els efectes especials pràctics era per recrear l'autenticitat i l'originalitat d'Star Wars. Amb aquesta finalitat, el robot BB-8 era un suport físic que va ser desenvolupat per Disney Research. Va ser creat per l'especialista en efectes especials Neal Scanlan i va ser operat en directe al plató pels actors. L'agost del 2015, Abrams va estimar que la pel·lícula duraria entre 124 i 125 minuts.
El febrer de 2014, l'Industrial Light & Magic (ILM) va anunciar els plans d'obrir un centre a Londres. Es va citar pel·lícules de Star Wars de Disney com un catalitzador per a l'expansió. La delegació de Vancouver d'ILM també va treballar en els efectes especials.

### Música
| «               | Tot és una continuació d'un seguit d'idees. És una mica com l'addició de paràgrafs en una carta que s'ha anat escrivint al llarg dels anys. A partir d'una nova pel·lícula, una història que no sé, personatges que no he conegut, tot el meu acostament a la música escrita és completament diferent, tractant de trobar una identitat, tractant de trobar les identificacions melòdiques si és que és necessari pels personatges, i així successivament. | » |
| — John Williams | |   |

El juliol de 2013, John Williams va anunciar que seria novament el compositor de la banda sonora de la saga. Va ser també l'encarregat de compondre la música dels dos primers anuncis. Va començar a treballar-hi a principis del 2015, i al juny, quan ja s'havia rodat la majoria de les escenes, va començar a treballar amb una rutina diària. El maig de 2015, Williams va anunciar que tornarien a sonar alguns dels temes de les entregues anteriors, com els temes principals d'en Luke, la Leia i en Han entre d'altres. "D'aquesta manera el canvi de trilogia és molt més natural i correcte. No hi ha molts temes però crec que els pocs que hi ha són importants i formen part d'una manera positiva i constructiva." Williams digué que treballar amb Abrams va ser similar a com ho va fer amb Lucas.
La banda sonora d'El despertar de la força va començar a gravar-se el juny de 2015 al Sony Pictures Studios a Culver City amb William Ross realitzant la major part de la música. El primer dia de gravació va ser l'1 de juny de 2015. Williams va assistir a les sessions i va dur a terme la resta de les gravacions. Va ser orquestrat per una orquestra independent durant diversos mesos amb sessions contínues durant l'estiu i la tardor del 2015. L'últim dia de l'enregistrament va ser el 14 de novembre del mateix any. La banda sonora va sortir a la venda el 18 de desembre de 2015 per Walt Disney Records.

## Estrena
La pel·lícula va ser preestrenada a Los Angeles al Grauman's Chinese Theatre, a El Capitan Theatre i al Dolby Theatre el 14 de desembre de 2015. Una carpa blanca es va estendre al llarg del Hollywood Boulevard des d'Orange Drive fins a Highland Avenue, per rebre a les més de cinc mil persones que van assistir a l'esdeveniment.
La seva estrenar va començar l'11 països el 16 de desembre (França, Itàlia, Suïssa, Suècia, Dinamarca, Bèlgica, Països Baixos, Noruega, Finlàndia, Filipines i Tailàndia). El 17 de desembre es va estrenar a 14 països més (Regne Unit, Alemanya, Àustria, Rússia, Corea del Sud, Malàisia, Hong Kong, Singapur, Taiwan, Mèxic, Brasil, Argentina, Austràlia i Nova Zelanda). No obstant això, a la majoria de països (com Estats Units, Japó i Catalunya entre molts altres) l'estrena de la pel·lícula va ser el 18 de desembre, tant en 3D com en IMAX 3D. En altres països com l'Índia la pel·lícula no es va estrenar fins al 25 de desembre, i a la Xina el 9 de gener del 2016.
Als Estats Units, va tenir l'estrena més gran en un desembre amb 4.134 cinemes, dels quals 3.300 van ser en format 3D i 392 en format IMAX. A tot el món fins a 940 cinemes van emetre en format IMAX, aconseguint un nou rècord. El 18 de desembre de 2015, la pel·lícula va començar a emetre en totes les pantalles IMAX dels Estats Units durant quatre setmanes consecutives fins al 14 de gener de 2016. Juntament amb la trilogia del Hòbbit és l'única pel·lícula que ha tingut aquesta difusió.

### Edició domèstica
La pel·lícula es va alliberar en via descàrrega l'1 d'abril de 2016 i el 5 del mateix mes per a Blu-ray i DVD. Aquests lliuraments s'han posat a la venda amb continguts extres. El 23 de març, es va filtrar una còpia a internet en qualitat Blu-ray la qual en menys de dotze hores va tenir més de dos milions de descàrregues.

## Màrqueting
EL 28 de novembre de 2014 Lucasfilm va emetre un anunci de 90 segons de la pel·lícula. Va ser emès en molts cinemes dels Estats Units i del Canadà, el desembre es va emetre a la resta del món. També es va emetre a Youtube i iTunes Store, va generar un total de 58,2 milions de visites a Youtube la primera setmana. The Hollywood Reporter va dir que era "nostàlgicament molt potent", lloant la barreja feta entre el nou i el vell. La revista cinematogràfica Empire va quedar impressionada per la continuïtat de les primeres pel·lícules, "La sensació de les pel·lícules clàssiques de Star Wars" però es noten les absències de Hamill, Ford i Fisher envers la incorporació dels nous personatges. The Guardian va escriure que la participació de John Williams reforça la lleialtat de la saga per als aficionats.
L'11 de desembre de 2014 Abrams i Kennedy van llançar una sèrie de vuit targetes Topps col·leccionables on es revelaven noms de diferents personatges. El 16 d'abril de 2015 es va emetre un segon anunci, aquest amb una durada de dos minuts, en un panell gegant a l'Star Wars Celebration d'Anaheim, Califòrnia. La presidenta de Lucasfilm, Kathleen Kennedy, va quedar gratament sorpresa amb la recepció, "gairebé vuit mil persones es va posar a cridar, tret d'un concert de rock, no recordo cap altre lloc així. L'anunci va ser vist fins a 88 milions de vegades en les següents 24 hores, batent el rècord de Furious 7 de 62 milions del novembre de 2014. No obstant això, segons el Guinness World Records, aquest segon anunci va registrar 30,65 milions en 24 hores, i va aconseguir el rècord "anunci més vist en les seves primeres 24 hores a Youtube". L'esdeveniment va ser retransmès per Verizon a Youtube, StarWars.com i en diversos cinemes. L'anunci presenta molts dels nous personatges i ensenyen per primera vegada el retorn de Chewbacca i Han Solo. Graham Milne del The Huffington Post va escriure sobre l'anunci: "Era una afirmació d'una cosa que sempre havíem dit i que mai passava. Va ser un regal. Va ser una recompensa a la fe. Sobre el maleït temps." Vanity Fair va ser la primera revista a treure en portada una exclusiva sobre la pel·lícula. Es va publicar el 7 de maig de 2015 i conté diverses entrevistes i fotografies fetes per Annie Leibovitz.
Walt Disney Studios i Lucasfilm van presentar El despertar de la força a l'Expo D23 l'agost de 2015. Drew Struzan, qui va dissenyar les anteriors caràtules de la saga, va fer-ne una de commemorativa i la va regalar als assistents de l'esdeveniment. Tot i així, no va ser fins a l'octubre que Lucasfilm va presentar la caràtula de la pel·lícula juntament amb un tercer anunci. El pòster omet a en Luke i mostra una nau molt similar a l'estrella de la mort. Duran el descans de la Monday Night Football es va emetre un nou anunci, abans no es pugés a internet. La resposta dels fans no es va fer esperar i la van categoritzar de frenètica. Lizo Mzimba de la BBC va escriure: "potser el més significatiu sobre l'últim anunci és que realment revela molt poc de la història". Robbie Collins, del The Daily Telegraph digué: "és una barreja perfecta entre l'antic i el vell, queda perfectament lligat amb l'estètica d'Star Wars. L'anunci va rebre 128 milions de visites en 24 hores, un nou rècord de visites en el primer dia. 16 milions d'aquestes visites van ser en directe en la pausa de Monday Night Football.

### Marxandatge
Disney Publishing Worldwide i Lucasfilm han publicat una sèrie de 20 llibres i e-books, anomenats Journey to Star Wars: The Force Awkens, els quals es van començar a vendre a finals de 2015, una mica abans de la pel·lícula. La sèrie inclou llibres de les editorials Del Rey i Disney-Lucasfilm publisher, així com còmics de Marvel Comics. Tots els llibres estan dins del cànon de l'univers expandit. La primera novel·la, Star Wars: Aftermath, posada a la venda el setembre de 2015 va ser escrita per Chuck Wendig. La història es desenvolupa poc després d'El retorn del Jedi i tracta sobre les conseqüències de la mort de Palpatine i Darth Vader, així com el buit de poder format al govern de l'Imperi sobre la galàxia i les accions de la Rebel·lió durant els següents mesos. És la primera novel·la d'una trilogia que explica els esdeveniments entre El retorn del Jedi i El despertar de la força. Alan Dean Foster escriurà la novel·lització d'aquesta pel·lícula.
Disney Consumer Products i Lucasfilm van anunciar el 4 de setembre de 2015 seria conegut com el "Force Friday" i en ell es va posar a la venda la totalitat del marxandatge. A partir de les 12:01 am, els fans van poder comprar: joguines, llibres, roba així com una alta varietat de productes a Disney Stores i altres botigues. Disney i Maker Studios van fer un flux de dades multimèdia de 18 hores a Youtube, mostrant diversos productes que posarien a la venda a partir del 3 de setembre del mateix any. Entre altres coses es va posar a vendre un BB-8 a control remot construït per Sphero. Sphero va participar amb Disney a arrencar el marxandatge el juliol de 2014, van ser convidats a una reunió privada amb el conseller delegat de Disney, Bob Iger, on van ser presentats en el set de fotos i imatges de BB-8 abans de la seva presentació pública. Molts minoristes van ser incapaços de satisfer la demanda de productes de Star Wars.

## Recepció

### Ingressos
El despertar de la força es va estrenar en molts països el 18 de desembre. La nit del dijous, passades les 12 de la nit, es va recaptar fins a 57 milions de dòlars, dins d'aquests 57 milions hi ha els aconseguits per "Star Wars Marathon Event", que es va fer en 135 cinemes, en els quals es va emetre les 7 pel·lícules per 59,99 dòlars, donant un preu de 8,57 dòlars per cada una. dels quals 5,7 van ser en format IMAX repartit en 391 cinemes. En el seu primer dia va recaptar 119,1 milions de dòlars repartits entre 14.300 cinemes. Va batre el rècord de major recaptació en el dia de la seva estrena. També ha estat la primera vegada que una pel·lícula ha superat els 100 milions en el dia de l'estrena. També va batre el rècord de major recaptació en el seu primer cap de setmana, amb uns ingressos de 247.966,675 dòlars, que són uns 28,8 milions d'entrades venudes. Altres rècords establerts per la pel·lícula inclouen: una major recaptació mitjana per cinema a l'estrena de l'alliberament; amb 59.982 dòlars per cinema, major estrena d'unes vacances, major obertura d'una pel·lícula classificada per majors de 13 anys i major obertura d'un desembre.
Al cap de cinc dies la pel·lícula ja havia recaptat 529 milions de dòlars, l'obertura més gran de la història fins al moment, juntament amb Jurassic World les úniques pel·lícules en arribar als 500 milions en tan sols 5 dies.
Els ingressos del segon cap de setmana van disminuir un 39.8% als Estats Units i Canadà, guanyant 149,2 milions de dòlars, va romandre com la pel·lícula més taquillera un cop més, va registrar el major segon cap de setmana de la història. A nivell internacional, la pel·lícula va patir un fort descens, del 51%, amb uns ingressos de 136,9 milions. A l'Índia, la pel·lícula no va tenir l'èxit esperat, ja que només va recaptar 1,51 milions a la seva estrena, sent la tercera pel·lícula més taquillera.
El despertar de la força va superar els 1.000 milions d'ingressos al dotzè dia de la seva estrena, és la pel·lícula més ràpida en arribar a aquesta fita. En el moment de l'estrena va ser la trenta-quatrena pel·lícula en arribar a aquesta xifra, el cinquena del 2015. La pel·lícula va experimentar una altra disminució dels ingressos en el seu tercer cap de setmana. Va caure un 40,8%, ingressant 88,2 milions de dòlars als Estats Units. Tot i així va ser la pel·lícula més taquillera, va batre igualment un nou rècord.
El 2 de gener, 16 dies després de la seva estrena, el film es va convertir en la segona pel·lícula més taquillera dels Estats Units i Canada amb uns ingressos superiors als 700 milions. El 6 d'aquell mes, 20 dies després de l'estrena es va convertir amb la més taquillera. Aquella mateixa setmana es va estrenar a la Xina i va batre un nou rècord, la major recaptació en el cap de setmana de l'estrena, amb 52,6 milions de dòlars. El 17 de gener es va convertir en la primera pel·lícula de Disney en ingressar més de 1.000 milions fora dels Estats Units, la tercera del 2015 i la cinquena de tota la història.

### Crítica
El lloc web Rotten Tomatoes, ha concedit a la pel·lícula el "Certified Fresh" amb un índex d'aprovació del 94%, amb més de 300 crítiques i una qualificació mitjana de 8,2 sobre 10. El consens crític diu sobre la pel·lícula: "Està plena d'acció i és portada tant per cares conegudes com a noves, El despertar de la Força recorda l'èxit de l'antiga glòria al mateix temps que injecta energia renovada." A Metacritic, la pel·lícula té una puntuació de 81 sobre 100, basat en 51 crítiques i indica una "aclamació universal". A Cinemascore, l'audiència li va donar una nota de A en una escala d'A+ a F. Les dones i els menors de 25 li van atorgar l'A+, mentre que 98% de l'audiència li va donar una A o una B.
Robbie Collin del The Daily Telegraph va donar cinc estrelles sobre cinc i va escriure: "es proposava estrènyer Star Wars de la seva letargia, i tornar a connectar la sèrie amb el seu passat. Això s'ha aconseguit tan immediata i joiosament que potser és l'únic gran motiu per anar al cinema aquest any." Peter Bradshaw del The Guardian també li va atorgar un cinc sobre cinc, i va escriure "tant per una progressió narrativa de les tres pel·lícules anteriors com per un reinici astutament afectuós de nova generació... ridícul i melodramàtica i sentimental, és clar, però emocionant i ple d'energia i el seu propi tipus de generositat". Justin Chang del Variety va escriure: "té el suficient estil, impuls, amor i cura, resulta irresistible per a qualsevol que alguna vegada s'ha considerat un fan." Richard Roeper del Chicago Sun-Times li va donar quatre estrelles sobre quatre i va escriure: "preciosa i emocionant, alegre, sorprenent i amb uns batecs d'aventurer." Tom Long del The Detroit News va escriure que creia que la pel·lícula és massa similar a l'original i però va afegir: "la sapastra, desmanegada i innecessària de les preqüeles posteriors, han estat recapultades per l'energia, l'humor i la senzillesa de la direcció." Per l'Associated Press la pel·lícula és "bàsicament el mateix" que l'original, però "no és justament el que tothom esperava veure?"
Ann Hornaday, del The Washington Post, diu que tot i que la pel·lícula té "prou novetat per a crear de nou una altra cohort d'admiradors acèrrims... El despertar de la força prem totes les cordes correctes, emocionals i narratives, per sentir-la tant familiarment com estimulantment nova." Christopher Orr, de The Atlantic, qualifica la pel·lícula d'"obra mestra popurri" que "pot ser que no tingui completament d'originalitat, però és una delícia." Lawrence Toppman de The Charlotte Observer va dir que Abrams "havia tirat endavant un delicat acte d'equilibri, rendint un intel·ligent homenatge al passat." Mick LaSalle del San Francisco Chronicle va donar a la pel·lícula la seva qualificació més alta i va dir "la millor seqüela de Star Wars i una de les millors pel·lícules de 2015." Brian Viner, del Daily Mail, va donar a la pel·lícula quatre estrelles de cinc i va escriure que és "la pel·lícula més excitant fins ara d'aquesta gran franquícia." Frank Pallotta, en la crítica de la pel·lícula per a CNN Money, considera que és la millor pel·lícula des de la trilogia original i que "segur serà una expeciencia cinematogràfica llargament recordada pels admiradors i els no admiradors per igual."

### Premis
| Premis i nominacions                  | Premis i nominacions   | Premis i nominacions                                             | Premis i nominacions                                                                             | Premis i nominacions | Premis i nominacions |
| Associacions                          | Data de la cerimònia   | Categoria                                                        | Nominat(s)                                                                                       | Resultat             | Ref.                 |
| ------------------------------------- | ---------------------- | ---------------------------------------------------------------- | ------------------------------------------------------------------------------------------------ | -------------------- | -------------------- |
| Oscar                                 | 28 de febrer de 2016   | Millor banda sonora                                              | John Williams                                                                                    | Nominat              | [ 265 ]              |
| Oscar                                 | 28 de febrer de 2016   | Millor edició de so                                              | Matthew Wood, David Acord                                                                        | Nominat              | [ 265 ]              |
| Oscar                                 | 28 de febrer de 2016   | Millor so                                                        | Andy Nelson, Christopher Scarabosio, Stuart Wilson                                               | Nominat              | [ 265 ]              |
| Oscar                                 | 28 de febrer de 2016   | Millor muntatge                                                  | Maryann Brandon, Mary Jo Markey                                                                  | Nominat              | [ 265 ]              |
| Oscar                                 | 28 de febrer de 2016   | Millors efectes visuals                                          | Roger Guyett, Patrick Tubach, Neal Scanlan, Chris Corbould                                       | Nominat              | [ 265 ]              |
| American Cinema Editors               | 29 de gener de 2016    | Millor edició dramàtica                                          | Maryann Brandon, Mary Jo Markey                                                                  | Nominat              | [ 266 ]              |
| American Film Institute               | 12 de desembre de 2015 | Millor pel·lícula de l'any                                       | —                                                                                                | Guanyador            | [ 267 ]              |
| Art Directors Guild                   | 31 de gener de 2016    | Excel·lència en disseny de producció                             | Rick Carter, Darren Gilford                                                                      | Nominat              | [ 268 ]              |
| BAFTA                                 | 14 de febrer de 2016   | Millor música                                                    | John Williams                                                                                    | Nominat              | [ 269 ]              |
| BAFTA                                 | 14 de febrer de 2016   | Millor so                                                        | David Acord, Andy Nelson, Christopher Scarabosio, Matthew Wood, Stuart Wilson                    | Nominat              | [ 269 ]              |
| BAFTA                                 | 14 de febrer de 2016   | Millor disseny de producció                                      | Rick Carter, Darren Gilford, Lee Sandales                                                        | Nominat              | [ 269 ]              |
| BAFTA                                 | 14 de febrer de 2016   | Millors efectes visuals                                          | Chris Corbould, Roger Guyett, Paul Kavanagh, Neal Scanlan                                        | Guanyador            | [ 269 ]              |
| Casting Society of America            | 21 de gener de 2016    | Gran pressupost - Drama                                          | Nina Gold, April Webster, Alyssa Weisberg, Jessica Sherman                                       | Nominat              | [ 270 ]              |
| Central Ohio Film Critics Association | 7 de gener de 2016     | Millor fotografia                                                | —                                                                                                | Guanyador            | [ 271 ]              |
| Central Ohio Film Critics Association | 7 de gener de 2016     | Actor de l'any                                                   | Domhnall Gleeson (També per Brooklyn, Ex Machina i The Revenant)                                 | Guanyador            | [ 271 ]              |
| Central Ohio Film Critics Association | 7 de gener de 2016     | Millor direcció artística                                        | Daisy Ridley                                                                                     | Nominat              | [ 271 ]              |
| Central Ohio Film Critics Association | 7 de gener de 2016     | Millor muntatge                                                  | Maryann Brandon, Mary Jo Markey                                                                  | Nominat              | [ 271 ]              |
| Critics' Choice Movie Awards          | 17 de gener de 2016    | Millor fotografia                                                | Kathleen Kennedy, J. J. Abrams, Bryan Burk                                                       | Nominat              | [ 272 ]              |
| Denver Film Critics Society           | 11 de gener de 2016    | Millor pel·lícula de ciència-ficció                              | Kathleen Kennedy, J. J. Abrams, Bryan Burk                                                       | Nominat              | [ 273 ]              |
| Denver Film Critics Society           | 11 de gener de 2016    | Millors efectes especials                                        | Roger Guyett, Patrick Tubach, Neal Scanlan, Chris Corbould                                       | Nominat              | [ 273 ]              |
| Denver Film Critics Society           | 11 de gener de 2016    | Millor banda sonora                                              | John Williams                                                                                    | Nominat              | [ 273 ]              |
| Florida Film Critics Circle           | 23 de desembre de 2015 | Millors efectes especials                                        | Roger Guyett, Patrick Tubach, Neal Scanlan, Chris Corbould                                       | Guanyador            | [ 274 ]              |
| Florida Film Critics Circle           | 23 de desembre de 2015 | Millor banda sonora                                              | John Williams                                                                                    | Nominat              | [ 274 ]              |
| Florida Film Critics Circle           | 23 de desembre de 2015 | Millor direcció artística                                        | Daisy Ridley                                                                                     | Guanyador            | [ 274 ]              |
| Georgia Film Critics Association      | 8 de gener de 2016     | Millor producció de direcció                                     | Rick Carter, Darren Gilford, Alastair Bullock, Gary Tomkins                                      | Nominat              | [ 275 ]              |
| Georgia Film Critics Association      | 8 de gener de 2016     | Millor elenc                                                     |                                                                                                  | Nominat              | [ 275 ]              |
| Georgia Film Critics Association      | 8 de gener de 2016     | Millor banda sonora                                              | John Williams                                                                                    | Nominat              | [ 275 ]              |
| Georgia Film Critics Association      | 8 de gener de 2016     | Millor direcció artística                                        | Daisy Ridley                                                                                     | Nominat              | [ 275 ]              |
| Makeup & Hairstyling Guild Awards     | 20 de febrer de 2016   | Millors efectes especials amb maquillatge                        | Neal Scanlan                                                                                     | Nominat              | [ 276 ]              |
| Visual Effects Society                | 2 de febrer de 2016    | Efectes visuals excel·lents en una característica fotoreal       | Roger Guyett, Luke O'Byrne, Patrick Tubach, Paul Kavanagh, Chris Corbould                        | Guanyador            | [ 277 ]              |
| Visual Effects Society                | 2 de febrer de 2016    | Medi ambient excel·lent en una característica fotoreal           | Yanick Dusseault, Mike Wood, Justin van der Lek, Quentin Marmier                                 | Guanyador            | [ 277 ]              |
| Visual Effects Society                | 2 de febrer de 2016    | Rendiment animat excel·lent en una característica fotoreal       | Joel Bodin, Arslan Elver, Ian Comley, Stephen Cullingford                                        | Nominat              | [ 277 ]              |
| Visual Effects Society                | 2 de febrer de 2016    | Cinematografía virtual excel·lent en una característica fotoreal | Paul Kavanagh, Colin Benoit, Susumu Yukuhiro, Greg Salter                                        | Guanyador            | [ 277 ]              |
| Visual Effects Society                | 2 de febrer de 2016    | Composició excel·lent en una característica fotoreal             | Jay Cooper, Marian Mavrovic, Jean Lapointe, Alex Prichard                                        | Nominat              | [ 277 ]              |
| Visual Effects Society                | 2 de febrer de 2016    | Models destacats en una foto real o projecte d'animació          | Joshua Lee, Matthew Denton, Landis Fields, Cyrus Jam                                             | Guanyador            | [ 277 ]              |
| Visual Effects Society                | 2 de febrer de 2016    | Simulació d'efectes excel·lents en una característica fotoreal   | Rick Hankins, Dan Bornstein, John Doublestein, Gary Wu (for Starkiller Base)                     | Nominat              | [ 277 ]              |
| Premis Saturn                         | Juny de 2016           | Millor pel·lícula de ciència-ficció                              | —                                                                                                | Guanyador            | [ 278 ] [ 279 ]      |
| Premis Saturn                         | Juny de 2016           | Millor direcció                                                  | J. J. Abrams                                                                                     | Nominat              | [ 278 ] [ 279 ]      |
| Premis Saturn                         | Juny de 2016           | Millor guió                                                      | Lawrence Kasdan, J. J. Abrams i Michael Arndt                                                    | Guanyador            | [ 278 ] [ 279 ]      |
| Premis Saturn                         | Juny de 2016           | Millor actor                                                     | Harrison Ford                                                                                    | Nominat              | [ 278 ] [ 279 ]      |
| Premis Saturn                         | Juny de 2016           | Millor actriu                                                    | Daisy Ridley                                                                                     | Guanyador            | [ 278 ] [ 279 ]      |
| Premis Saturn                         | Juny de 2016           | Millor actor secundari                                           | John Boyega                                                                                      | Nominat              | [ 278 ] [ 279 ]      |
| Premis Saturn                         | Juny de 2016           | Millor actor secundari                                           | Adam Driver                                                                                      | Guanyador            | [ 278 ] [ 279 ]      |
| Premis Saturn                         | Juny de 2016           | Millor actriu secundària                                         | Carrie Fisher                                                                                    | Nominat              | [ 278 ] [ 279 ]      |
| Premis Saturn                         | Juny de 2016           | Millor actriu secundària                                         | Lupita Nyong'o                                                                                   | Nominat              | [ 278 ] [ 279 ]      |
| Premis Saturn                         | Juny de 2016           | Millor banda sonora                                              | John Williams                                                                                    | Guanyador            | [ 278 ] [ 279 ]      |
| Premis Saturn                         | Juny de 2016           | Millor muntatge                                                  | Maryann Brandon i Mary Jo Markey                                                                 | Guanyador            | [ 278 ] [ 279 ]      |
| Premis Saturn                         | Juny de 2016           | Millor direcció artística                                        | Rick Carter i Darren Gilford                                                                     | Nominat              | [ 278 ] [ 279 ]      |
| Premis Saturn                         | Juny de 2016           | Millor bestuari                                                  | Michael Kaplan                                                                                   | Nominat              | [ 278 ] [ 279 ]      |
| Premis Saturn                         | Juny de 2016           | Millor maquillatge                                               | Neal Scanlan                                                                                     | Guanyador            | [ 278 ] [ 279 ]      |
| Premis Saturn                         | Juny de 2016           | Millors efectes especials                                        | Roger Guyett, Patrick Tubach, Neal Scanlan i Chris Corbould                                      | Guanyador            | [ 278 ] [ 279 ]      |
| Visual Effects Society                | 2 de febrer de 2016    | Efectes visuals excel·lents en una característica fotoreal       | Roger Guyett, Luke O'Byrne, Patrick Tubach, Paul Kavanagh i Chris Corbould                       | Guanyador            | [ 277 ]              |
| Visual Effects Society                | 2 de febrer de 2016    | Ambient excepcional creat en una característica fotoreal         | Yanick Dusseault, Mike Wood, Justin van der Lek i Quentin Marmier (per a Falcon Chase/Graveyard) | Guanyador            | [ 277 ]              |
| Visual Effects Society                | 2 de febrer de 2016    | Rendiment animat excepcional en una característica fotoreal      | Joel Bodin, Arslan Elver, Ian Comley i Stephen Cullingford (per a Maz Kanata)                    | Nominat              | [ 277 ]              |
| Visual Effects Society                | 2 de febrer de 2016    | Cinematografia virtual excepcional en un projecte fotoreal       | Paul Kavanagh, Colin Benoit, Susumu Yukuhiro, Greg Salter (per a Falcon Chase/Graveyard)         | Guanyador            | [ 277 ]              |
| Visual Effects Society                | 2 de febrer de 2016    | Composició excepcional en una característica fotoreal            | Jay Cooper, Marian Mavrovic, Jean Lapointe i Alex Prichard                                       | Nominat              | [ 277 ]              |
| Visual Effects Society                | 2 de febrer de 2016    | Models en circulació en una foto real o projecte d'animació      | Joshua Lee, Matthew Denton, Landis Fields, Cyrus Jam (per a BB-8)                                | Guanyador            | [ 277 ]              |
| Visual Effects Society                | 2 de febrer de 2016    | Simulacions d'efectes pendents en una característica fotoreal    | Rick Hankins, Dan Bornstein, John Doublestein, Gary Wu (per a Starkiller Base)                   | Nominat              | [ 277 ]              |

#### Top ten
A més de diversos premis i nominacions, El despertar de la força va aparèixer en les llistes de les deu millors pel·lícules del 2015 segons diversos crítics.
- 1st – Peter Howell, The Toronto Star
- 2nd – Bob Thompson, The Vancouver Sun
- 3rd – Total Film
- 4th – Digital Spy
- 4th – Rod Pocowatchit, The Wichita Eagle
- 4th – Troy L. Smith, The Plain Dealer
- 5th – Empire
- 5th – Wired
- 5th – Collin Souter, RogerEbert.com
- 6th - Michael Smith, Tulsa World
- 6th - Twitch Film
- 7th – Matthew Jacobs, The Huffington Post
- 7th – Peter Debruge, Variety
- 8th – Matt Fagerholm, RogerEbert.com
- 9th – Sean P. Means, The Salt Lake Tribune
- 9th – Christopher Orr, The Atlantic
- 9th – Richard Roeper, The Chicago Sun-Times
- 9th – Peter Travers, Rolling Stone
- 10th – Robbie Collin, The Daily Telegraph
- 10th – Mick LaSalle, San Francisco Chronicle
- Top 10 (ordenat alfabèticament) – American Film Institute
- Top 10 (ordenat alfabèticament) – Peter Bradshaw, The Guardian
- Top 10 (ordenat alfabèticament) – Joe Leydon, Variety
- Top 10 (ordenat alfabèticament) – Nell Minow, RogerEbert.com
- Top 10 (ordenat alfabèticament) – Joe Morgenstern, The Wall Street Journal
- Top 10 (ordenat alfabèticament) – Katherine Tulich, RogerEbert.com
- Top 10 (ordenat alfabèticament) – Calvin Wilson, St. Louis Post-Dispatch
- Top 10 (ordenat alfabèticament) – Brian Truitt, USA Today